# 克劳利镇足球俱乐部
克劳利镇足球俱乐部（英語：Crawley Town Football Club）是位於英格蘭東南部西薩塞克斯郡二級行政區克劳利的足球會，於1896年成立，初時稱為「克拉雷足球會」，直到1958年才加上「鎮」成為現今的名稱，1962年轉為半職業球隊，克拉雷鎮格言為拉丁語：「NOLI CEDERE」，意譯為「永不放棄」。於2011年由議會全國聯賽取得冠軍錦標而直接升班到英格蘭足球乙級聯賽作賽，翌季背對背升班到英格蘭足球甲級聯賽。
2011年1月29日在英格蘭足總盃第四圈作客1-0淘汰，成為近17年來首支晉級足總盃第五圈的非聯賽球隊；2月19日在第五圈作客0-1僅負於曼聯被淘汰。
成立於1896年的克拉雷鎮綽號紅魔鬼（Red Devils）， 近年亦因獲注資後大肆收購球員而被球迷及媒體戲稱為「非聯賽曼城」（The Manchester City of Non League）。

## 大事紀年
| 年 份   | 事 項 |
| ------- | --- |
| 1945-46 | 參加薩塞克斯郡聯賽東區組（Sussex County League Eastern Division）                                                                                       |
| 1946    | 退出薩塞克斯郡聯賽 |
| 1951-52 | 再次參加薩塞克斯郡聯賽 |
| 1955    | 薩塞克斯郡甲組聯賽排十七位，降班乙組 |
| 1955-56 | 薩塞克斯郡乙組聯賽亞軍 |
| 1956-57 | 參加大都會及地區聯賽（Metropoltian & District League）                                                                                                  |
| 1958    | 更改名稱為「克拉雷鎮」（Crawley Town） |
| 1959-60 | 「大都會及地區聯賽」更名為「大都會聯賽」（Metropolitan League）                                                                                         |
| 1963-64 | 參加南部甲組聯賽（Southern League Division One） |
| 1968-69 | 南部甲組聯賽排第四位，升班超級組（Premier Division） |
| 1970    | 南部超級組聯賽排第廿一位，降班南部甲組聯賽 |
| 1971    | 南部甲組聯賽分拆為「甲組北」及「甲組南」，被置於南部甲組南聯賽                                                                                          |
| 1979-80 | 「南部聯賽超級組」中13隊加入新成立的「聯盟超級聯賽」（Alliance Premier League），餘下球隊與甲組重組成為兩個地區分組「南部組」及「中部組」。被置於南部組 |
| 1982-83 | 南部聯賽再次引入「超級組」，置於兩個地區分組之上 |
| 1983-84 | 南部聯賽南部組亞軍，升班南部聯賽超級組 |
| 2003-04 | 南部聯賽超級組冠軍，升班議會聯賽 |
| 2004-05 | 議會聯賽更名為議會全國聯賽 |
| 2005-06 | 因嚴重負債，聯賽被扣3分 |
| 2006-07 | 因嚴重負債，聯賽被扣10分 |
| 2007-08 | 因嚴重負債，聯賽被扣6分 |
| 2008-09 | 因派遣未註冊球員上場，聯賽被扣4分，後減刑至1分 |
| 2009-10 | 兩名分別為餐館老闆及銀行家的香港人成為卡維尼主要股東，並清還其超過140萬鎊欠債                                                                           |
| 2010-11 | 議會全國聯賽冠軍，史上首次升上英格蘭足球聯賽 |
| 2011-12 | 英乙聯賽季軍，升級英甲 |
| 2014-15 | 英甲聯賽排第廿二位，降班英乙聯賽 |
| 2024-25 | 英甲聯賽排第廿一位，降班英乙聯賽 |

## 近況
參見2015年至2016年英格蘭足球乙級聯賽
- 2016年3月9日，土耳其商人济亚·艾倫（Ziya Eren）通過英格蘭足球聯賽的「東主及董事審查」（Owners and Directors Test）獲准正式收購球會[1]。

### 盃賽成績
| 圈數             | 日期          | 主／客   | 對賽球隊 | 紀錄                        |
| 聯 賽 盃         | 聯 賽 盃      | 聯 賽 盃 | 聯 賽 盃 | 聯 賽 盃                    |
| ---------------- | ------------- | -------- | -------- | --------------------------- |
| 第一圈           | 2015年8月11日 | 客       |          | 負0-2（页面存档备份，存于） |
| 聯 賽 錦 標      |               |          |          |                             |
| 第一圈（南區東） | 輪空          | 輪空     | 輪空     | 輪空                        |
| 第二圈（南區東） | 2015年10月6日 | 主       |          | 負0-3                       |
| 足 總 盃         |               |          |          |                             |
| 第一圈           | 2015年11月7日 | 主       | 盧頓     | 負1-2（页面存档备份，存于） |

## 主場球場

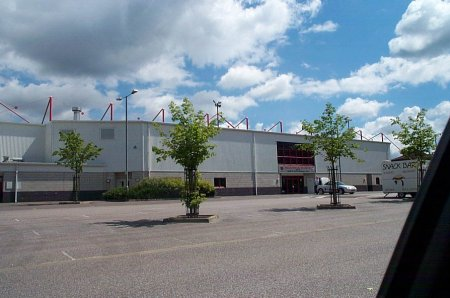
布罗德菲尔德体育场

克劳利镇在舊有的「Town Mead」渡過48年，直到1997年將球場出售給發展商後才離開。球隊隨即搬遷到距離市區兩英哩，新建可容4,996名觀眾(1,150座位)的「布罗德菲尔德体育场」（Broadfield Stadium），球場由「克劳利區議會」（Crawley Borough Council）所擁有。
2003/04年克拉雷鎮的冠軍球季，其主場對最終獲得亞軍韋茅夫（Weymouth）的賽事吸引破紀錄的4,522名球迷進場觀戰，克拉雷鎮以2-1取得勝利。卡維尼正準備重建其主場球場的東看台，增加2,150個座位及設置新的旋轉門、廁所和販賣區，同時改善球場的照明和排水能力，計劃順利的話工程會於2012年2月完成。

## 敵對球隊
- 多佛競技（Dover Athletic）

克拉雷鎮舊會徽

- 赫斯廷斯聯（Hastings United）
- 艾迪索特
- 沃金（Woking）
- 韋茅夫（Weymouth）

## 榮譽
- 議會全國聯賽冠軍：2010/11年；
- 南部聯賽超級組冠軍：2003/04年；
- 南部聯賽盃（Southern League Cup）冠軍：2002/03年、2003/04年；

## 外部連結
- Official Site（英文）
- Supporters Club（英文）
- The Devils Trust（英文）